# Алава (язык)
Алава (Kallana, Leealowa) — вымирающий местный австралийский язык, на котором говорит народ алава, живущий около реки Ропер на полуострове Арнем в австралийской Северной территории.

## Фонология

### Согласные
В языке алава существует типическая инвентаризация согласных для местного австралийского языка с пятью контрастивными местами артикуляции, несколько боковых согласных, и неголосовой контраст среди гортанных смычек.
|                   | Альвеолярные    | Альвеолярные       | Палатальные | Периферийные | Периферийные |
| Альвеолярные      | Ретрофлексивные | Альвео-палатальные | Велярные    | Билабиальные |              |
| ----------------- | --------------- | ------------------ | ----------- | ------------ | ------------ |
| Пресанализованные | ⁿd              | ⁿɖ                 | ⁿɟ          | ⁿɡ           | ⁿb           |
| Взрывные          | t               | ʈ                  | c           | k            | p            |
| Носовые           | n               | ɳ                  | ɲ           | ŋ            | m            |
| Латеральные       | l               | ɭ                  | l           |              |              |
| Дрожащие          | r               |                    |             |              |              |
| Полугласные       | ɹ               | ɹ                  | j           | w            | w            |

Заметка: для альвео-палатальных согласных не существует стандартных символов МФА.

### Гласные
Система гласных в алава составляет 4 гласные фонемы: высокий переднеязычный гласный /i/, высокий заднеязычный гласный /u/, средний переднеязычный гласный /e/ и нижний центральный гласный /a/.
|         | Переднеязычные | Средние | Заднеязычные |
| ------- | -------------- | ------- | ------------ |
| Высокие | i              |         | u            |
| Средние | e              |         |              |
| Нижние  |                | a       |              |

В этом языке не существует огубленных или длинных контрастов.